# Прости нас, сад
«Прости нас, сад...» (1988) — советский художественный телефильм 1988 года.

## Сюжет
В годы своей комсомольской юности первостроители города заложили общественный сад. Теперь они решительно возражают против решения горкома разделить сад на садовые участки...

## В ролях
- Вера Алентова — Марина Долматова
- Георгий Тараторкин — Максим Сергеевич Матушкин, муж Марины
- Игорь Горбачёв — Илья Фёдорович Арнаутов, озвучивает Всеволод Ларионов
- Валерий Баринов — Иван Ильич Долматов, садовник, бывший муж Марины
- Светлана Головина — Ада Петровна
- Михаил Жигалов — Павел Гасилов
- Наталия Потапова — Зина Гасилова
- Александр Пашутин — Евгений Павлович Зарубин, учитель истории
- Наталья Попова — Варя Сольцова
- Андрей Болтнев — Ефим Сольцов, поэт
- Вадим Лобанов — Вениамин Чехонин
- Константин Лукашов — Аркаша Сотников
- Алиса Зыкина — Аня, дочь Ады
- Владимир Виноградов — Валера Гасилов
- Виктор Гаврилов — мистер Джон Войновский, американский миллионер
- Павел Сиротин — Пётр, друг Марины
- Павел Иванов — эпизод

## Съёмочная группа
- Автор сценария: Владимир Арро
- Режиссёр: Анатолий Ниточкин
- Оператор: Феликс Кефчиян
- Композитор: Николай Сидельников
- Художник-постановщик: Геннадий Бабуров
- Звукооператор: Сергей Кель
- Костюмы: С. Иноковой.
- Грим: 
  - В. Николаевой
  - А. Леоненко
- Ассистенты:
  - режиссёра: О. Предыбайлова, Н. Лобанова
  - оператора: А. Маничев, В. Носиков
- Монтаж: Г. Шмованова
- Комбинированные съёмки: 
  - оператор: Ю. Корох
  - художник: А. Михайлов
- Дирижёр оркеста: Эмин Хачатурян
- Директор фильма: